# Evan Mecham
Evan Mecham (* 12. Mai 1924 in Duchesne, Utah; † 21. Februar 2008 in Phoenix, Arizona) war ein US-amerikanischer Politiker (Republikanische Partei) und von 1987 bis 1988 Gouverneur des Bundesstaates Arizona.

## Frühe Jahre und politischer Aufstieg
Mecham besuchte das Utah State Agricultural College (heute Utah State University) mit einem Stipendium für Agrarwirtschaft, jedoch verließ er die Schule und diente während des Zweiten Weltkrieges im US Army Air Corps. Als Kampfpilot wurde er abgeschossen und war daraufhin beinahe einen Monat lang Kriegsgefangener. Später wurde ihm die Air Medal und das Purple Heart verliehen. Nach dem Krieg ging er auf die Arizona State University; jedoch verließ er diese wieder drei Jahre später, um ein Autohaus in Ajo, Arizona zu eröffnen. Später zog er nach Glendale, wo er ein anderes Autohaus erwarb. Mecham war auch kurze Zeit Eigentümer von einigen Zeitungen.
Er entschied sich 1952 eine politische Laufbahn einzuschlagen, als er sich erfolglos um einen Sitz im Repräsentantenhaus von Arizona für den Wahldistrikt Ajo bewarb. Erst nach seinem Umzug nach Glendale wurde er 1960 in den Senat von Arizona gewählt. Zwei Jahre später versuchte er den US-Senator Carl Hayden abzusetzen, aufgrund der umstrittenen US-Mitgliedschaft bei den Vereinten Nationen und der Regelung des Supreme Courts das Schulgebet zu begrenzen. Obwohl er die republikanischen Primary gewann, erhielt er keine Unterstützung von Arizonas junior Senator, Barry Goldwater, oder von anderen in seiner Partei, so dass er schlussendlich die Parlamentswahl verlor. Mecham kandidierte erfolglos 1964, 1974, 1978 und 1982 um das Amt des Gouverneurs von Arizona. Erst durch seine Unterstützung der Mormonenkirche und der John Birch Society, deren Mitglied er war, sowie die Spaltung des demokratischen Lagers durch zwei Kandidaten war seine fünfte Kandidatur um das Amt des Gouverneurs mit einer relativen Mehrheit von 40 % der Stimmen erfolgreich, wobei er Steuererleichterungen und eine politische Reform versprach.

## Gouverneur von Arizona
Mecham war vom 6. Januar 1987 bis zum 4. April 1988 Gouverneur von Arizona. Während seiner Amtszeit eröffnete er ein Handelsbüro in Taiwan, um den Export von Baumwolle im Werte von 63 Millionen Dollar zu unterstützen. Ferner förderte er die Gesetzgebung, dem Gouverneur die Macht zu geben, Richter pro tem zu ernennen, um die drogenbedingten Probleme zu behandeln. Er führte auch die Bestrebung die Höchstgeschwindigkeit auf den ländlichen Highways von 55 auf 65 Meilen pro Stunde zu erhöhen. Gleichzeitig erregte er nationale Aufmerksamkeit, indem er den bezahlten Martin Luther King Day für Staatsangestellte abschaffte, der durch seinen Amtsvorgänger eingeführt wurde. Bürgerrechtsproteste folgten, mit dem Ergebnis eines Wirtschaftsboykotts, der für Arizona im Laufe der Zeit teuer wurde. Mechams öffentliche Statements führten zu Anklagen wegen Rassismus. Ferner machte er sich Feinde bei der Presse, verkündete die Ernennung von Kandidaten für öffentliche Ämter, deren Hintergrund prekär war, und unterstützte seine armen Verwandten mit staatlichen Mitteln. Von 1987 waren Petitionen für seine Abberufung als Gouverneur im Umlauf und die Staatsbeamten in Arizona forderten seinen Rücktritt. Im Frühjahr folgenden Jahres wurde Mecham aufgrund von sechs erfassten Verstößen von Meineids, sowie der Hinterlegung eines falschen Wahlkampfberichts, der ein Darlehen in Höhe von 350.000 Dollar durch einen lokalen Bauunternehmer für seinen Wahlkampf miteinschloss, angeklagt. Obwohl er später durch die Gerichte freigesprochen wurde, beschloss das Repräsentantenhaus von Arizona ihn im Februar 1988 wegen der Behinderung der Justiz und gesetzeswidrige Kreditgewährung von Staatsgeldern an sein Unternehmen anzuklagen. Er wurde verurteilt und zwei Monate später durch den Senat von Arizona aus dem Amt entfernt. Daraufhin versuchte man ihn daran zu hindern noch einmal für das Amt zu kandidieren, indem man eigene Kandidaten aufstellte. Allerdings kandidierte er noch einmal 1990 für das Amt des Gouverneurs und 1992 für den US-Senat, beide Male ohne Erfolg.

## Weiterer Lebenslauf
1995 wurde er Vorsitzender des Constitutionalist Networking Centers, einer Gruppe, welche die Wahl der politischen Kandidaten befürwortet, die streng bei der Auslegung der US-Verfassung sind. Ferner war er ein Autor von mehreren Büchern, unter ihnen Come Back America (1982) und das Wrongful Impeachment (1999). Ein Vermächtnis von Mechams Amtsenthebungsverfahrens ist die Verabschiedung einer Änderung in Arizonas Verfassung, die eine Stichwahl verlangt, wenn kein Kandidat die Stimmenmehrheit bei einer Parlamentswahl erreicht, sowie es der Fall bei Mecham war, als er die Gouverneurswahl in einem Dreierrennen gewann.
Mecham verstarb im Februar 2008 im Alter von 83 Jahren.